# 산상구

산상구의 위치

산상구(한국어: 산상구, 중국어: 山上區, 병음: Shānshàng Qū)는 중화민국 타이난시의 시할구이다. 넓이는 27.878km2이고, 인구는 2015년 8월 기준으로 7,484명이다.

## 지리
산상구는 타이난시 중앙부에 위치하고, 북쪽은 쩡원시(曾文溪)를 사이에 두고 다네이구와, 동쪽은 위징구와, 서쪽은 산화구, 신스구와, 남쪽은 신화구, 쭤전구와 각각 접하고 있으며 타이난현에서 면적이 최소인 향진이다. 자난 평원과 중양산맥의 경계에 위치해, 약 2/3는 평지, 1/3은 산지이다.

## 역사
산상구는 예전에는 평포족 시라야족 신항사의 거주지역이었다. 증문계의 하안단구의 높은 곳에 위치한 작은 산 위의 취락이었기 때문에 산자정(山仔頂)으로 불리게 되었다. 정성공 통치 시대에 둔전이 시작되어 개발이 진행되었고, 일본 통치 시대의 1920년의 타이완 지방제 개편으로, 옛 이름과 같은 뜻의 일본풍 지명인 야마카미장(山上庄)으로 고쳐져, 다이난주 신카군의 관할이 되었다.
전후에는 타이난현 산상향으로 고쳐졌다. 대만어에서는 옛 이름 산쯔딩(soaⁿ-a-téng)과 현 이름 산상(san-siōng)이 모두 사용되고 있다.
2010년 12월 25일 타이난현과 타이난시 합병하여 직할시가 되며 타이난시 산상구가 되었다.

## 같이 보기
- 타이난시